# Municipio de Springbrook (Dakota del Norte)
El municipio de Springbrook (en inglés: Springbrook Township) es un municipio ubicado en el condado de Williams en el estado estadounidense de Dakota del Norte. En el año 2010 tenía una población de 67 habitantes y una densidad poblacional de 0,74 personas por km².

## Geografía
El municipio de Springbrook se encuentra ubicado en las coordenadas 48°14′37″N 103°25′40″O / 48.24361, -103.42778. Según la Oficina del Censo de los Estados Unidos, el municipio tiene una superficie total de 90.82 km², de la cual 90,16 km² corresponden a tierra firme y (0,72 %) 0,65 km² es agua.

## Demografía
Según el censo de 2010, había 67 personas residiendo en el municipio de Springbrook. La densidad de población era de 0,74 hab./km². De los 67 habitantes, el municipio de Springbrook estaba compuesto por el 91,04 % blancos, el 1,49 % eran afroamericanos, el 1,49 % eran amerindios y el 5,97 % eran de una mezcla de razas. Del total de la población el 0 % eran hispanos o latinos de cualquier raza.